# 预序类
在数学中，预序类（preordered class）就是带有预序的类。

## 定义
在处理与类有关的问题时，可以把类{\displaystyle C}上的类关系定义为{\displaystyle C\times C}的子类。这样，可以很方便地借用集合上的关系的语言
预序类就是带有预序的类。“偏序类”与“全序类”可以用类似的方法定义。这些概念分别是预序集、偏序集以及全序集的推广。

## 例子
- 设{\displaystyle {\mathcal {C}}}是一个范畴，{\displaystyle D}是{\displaystyle {\mathcal {C}}}的一些态射组成的类，包含单位元并且关于复合运算封闭。在{\displaystyle {\mathcal {C}}}的对象上定义关系：{\displaystyle X\rightarrow _{D}Y}当且仅当{\displaystyle D}中存在从{\displaystyle X}到{\displaystyle Y}的态射。则{\displaystyle \to _{D}}是{\displaystyle {\mathcal {C}}}的对象类上的预序。
- 所有序数组成的类{\displaystyle {\mathsf {Ord}}}关于通常意义下的序数的顺序构成全序类。